# Charles Arthur Floyd
Charles Arthur Floyd, più conosciuto con lo pseudonimo di "Pretty Boy" Floyd o "Choc" Floyd (Adairsville, 3 febbraio 1904 – East Liverpool, 22 ottobre 1934), è stato un criminale statunitense bandito e rapinatore di banche.
La sua figura di (negativo) eroe popolare è stata spesso enfatizzata in chiave romantica dai resoconti giornalistici del tempo (era l'epoca a cavallo degli anni ruggenti e della Grande depressione che vide anche le gesta di banditi come John Dillinger e Bonnie e Clyde, portate poi sullo schermo da numerosi film gangsteristici) e, soprattutto, dalla canzone che gli è stata dedicata dal cantante folk Woody Guthrie, Pretty Boy Floyd, incisa anche dal gruppo musicale The Byrds.

## Biografia

### Una vita per il crimine
Floyd divenne un fuorilegge a diciotto anni con la sua prima rapina (tre dollari e mezzo in monetine) ai danni di un ufficio postale. La notizia fu riportata nel Time del 22 ottobre 1922. Tre anni dopo, il 16 settembre 1925, fu arrestato per aver rapinato le paghe di una società di St. Louis, colpo per il quale fu condannato a cinque anni di prigione.
Rilasciato sulla parola, promise che mai avrebbe rivisto l'interno di una prigione. Non mantenne fede alle promesse ed entrò a far parte di una banda di criminali di Kansas City, a fianco dei cui componenti commise nel giro di alcuni anni una serie di rapine in banca. Fu in questo periodo che gli venne dato il nomignolo di "Pretty Boy", ovvero ragazzo dall'aria pulita, come venne definito da una delle sue vittime. Al pari del criminale suo contemporaneo Baby Face Nelson (Lester Joseph Gillis, 1908-1934), Floyd non apprezzò mai il fatto che gli fosse stato affibbiato questo soprannome.
Nel 1929 Floyd fu arrestato diverse volte: una prima il 9 marzo a Kansas City, Missouri, e poi ancora il 6 maggio, sospettato di vagabondaggio e di rapina compiuta su un'autostrada: fu però rilasciato il giorno successivo. Due mesi dopo nuovo arresto a Pueblo (Colorado), ancora per vagabondaggio. Cinquanta dollari di multa e due mesi di reclusione furono le pene inflittegli. nel novembre dello stesso anno, fece ritorno in Oklahoma per il funerale del padre, che era stato ucciso da un vicino di casa, Jim Mills, che, sebbene assolto, preferì far perdere le proprie tracce.
Uno dei componenti della banda di Floyd, "Frank Mitchell", fu arrestato ad Akron l'8 marzo 1930, nell'ambito delle indagini sull'uccisione di un agente di polizia, assassinato nel corso di una rapina.
Un altro arresto in cui incorse Floyd fu poi quello di Toledo, Ohio, dove fu arrestato il 20 maggio 1930 come elemento sospetto in un caso di rapina alla Sylvania Ohio Bank Robbery. Floyd riuscì ad evadere. La sentenza si ebbe il 24 novembre: lo condannava a una pena detentiva compresa fra i 12 e i 15 anni da scontarsi in un penitenziario dell'Ohio.
Floyd fu poi sospettato della morte dei fratelli contrabbandieri Wally e Boll Ash di Kansas City, Missouri, trovati morti nella loro auto incendiata il 25 marzo 1931. Un mese dopo, il 23 aprile, membri della banda uccisero il poliziotto R. H. Castner di Bowling Green, Ohio, e il 22 luglio lo stesso Floyd uccise un altro agente, C. Burke, a Kansas City, Missouri.
Nel 1932, lo sceriffo Erv Kelley di McIntosh County, Oklahoma, si pose sulle tracce di Floyd; fu ucciso il 7 aprile. A novembre di quell'anno tre membri della banda di Floyd tentarono rapine ai danni di agricoltori e commercianti e banchieri di Boley, Oklahoma.

### Il massacro di Kansas City
Il 17 giugno 1933, "Pretty boy" Floyd e Adam Richetti furono accusati di complicità con Vernon Miller nel cosiddetto "massacro di Kansas City", uno scontro a fuoco con la polizia che avvenne nel tentativo di fuga di un amico di Miller, Frank "Jelly" Nash, che costò la vita a quattro fra poliziotti e federali, oltre al ferimento di due agenti.
Nella sparatoria morì anche lo stesso Nash. Subito dopo il fatto i tre banditi riuscirono a scappare. Miller fu trovato morto strangolato il 27 novembre alla periferia di Detroit. Floyd e Richetti continuarono la fuga vagando per il Kansas. Le loro mosse successive sono controverse.
Va detto che l'intera vicenda del massacro è stata spesso al centro di contestazioni da parte degli storici, per le contraddittorie deposizioni di diversi testimoni oculari, sulla cui base è stata talvolta messa in dubbio perfino la partecipazione di Floyd a quegli eventi.
La stessa famiglia del bandito sostenne in seguito la tesi dell'innocenza del congiunto riguardo al massacro. Sta di fatto che alla polizia di Kansas City giunse in effetti una cartolina postale datata 20 giugno 1933, risultata spedita da Springfield, Missouri, e firmata dallo stesso Floyd, in cui il ricercato affermava di essere estraneo ai fatti accaduti a Kansas City (il testo originale recitava: "Dear Sirs- I- Charles Floyd- want it made known that I did not participate in the massacre of officers at Kansas City. Charles Floyd"). Il dipartimento di polizia giudicò veritiero il contenuto della missiva.

### La morte
Dopo i fatti di Kansas City, Floyd sfuggì diverse volte alla cattura da parte dell'FBI e di altre forze dell'ordine. Il 18 ottobre 1934, mentre assieme ad Adam Richetti e ad alcuni compagni di banda stava allontanandosi da Buffalo, a causa di una forte nebbia si schiantò con l'auto contro una cabina telefonica. Nessuno degli occupanti l'auto riportò ferite particolarmente gravi ma l'auto rimase praticamente distrutta. All'alba del giorno dopo, due passanti videro due uomini - Floyd e Richetti - sdraiati sul bordo della strada.
Insospettiti, avvertirono la polizia di Wellsville (Ohio) che accorse sul posto. Quando Richetti vide i poliziotti, scappò in un vicino boschetto, inseguito prontamente dagli agenti. Uno dei poliziotti affrontò contemporaneamente Floyd che estrasse subito la pistola facendo fuoco. Il poliziotto fu ferito ad un piede e Floyd scappò a sua volta nella foresta. Richetti fu catturato quasi subito mentre Floyd proseguì la fuga, spostandosi a piedi e nutrendosi di bacche raccolte nel bosco.
Vi sono almeno tre versioni che danno conto di ciò che accadde da quel momento: una prima versione fornita dall'FBI, una seconda di abitanti della zona ed una terza delle forze di polizia locali. Tutti i resoconti sono concordi sul fatto che Floyd raggiunse il 22 ottobre East Liverpool, località dell'Ohio, dove tentò di passare attraverso le maglie di un posto di blocco. Un poliziotto del luogo, Chester Smith, fece fuoco ferendo Floyd al braccio destro e facendolo cadere a terra.
A questo punto i tre resoconti divergono: l'FBI rivendica l'uccisione del fuorilegge negando che forze di polizia locali fossero presenti al momento della cattura. I poliziotti locali, per contro, sostennero che Floyd riuscì a proseguire ancora nella sua disperata fuga, fino a cadere privo di vita sotto i loro colpi. Resta il fatto che Floyd cessò di vivere quasi subito dopo la sparatoria a causa delle ferite riportate, ma non prima di essere riuscito a pronunciare alcune parole.
Secondo l'FBI le cose andarono diversamente: quattro agenti guidati da Melvin Purvis e quattro membri della polizia di East Liverpool capeggiati da Hugh McDermott erano impegnati, in due distinte pattuglie, a perlustrare l'area a sud di Clarkson (Ohio). Sarebbe stato allora che i federali giunsero a contatto con il bandito per il finale scontro a fuoco.
Dall'epoca dei fatti, la vicenda di "Pretty Boy" Floyd non ha smesso di interessare i media statunitensi che in diverse riprese si sono occupati di un fatto di cronaca nera passato alla storia della criminalità.
Il corpo di Floyd fu portato alla Sturgis Funeral Home di East Liverpool, Ohio, prima di essere trasportato in Oklahoma. Il suo funerale si tenne a Sallisaw (Oklahoma) alla presenza di migliaia di persone, entrando nella storia locale. La salma fu sepolta ad Akins.

## Riflessi nei media

### Musica
Nel marzo 1939, cinque anni dopo la morte di Floyd, Woody Guthrie, cantautore nativo dell'Oklahoma, ha scritto una ballata in cui la vita del bandito era narrata con toni romanzeschi: titolo della canzone era The Ballad of Pretty Boy Floyd. Il motivo era strutturato secondo lo stile della ballata scozzese "come-all-ye" e si apriva con i versi:
Questa canzone è stata poi eseguita da diversi cantanti country e folk inclusi Joan Baez, Ramblin' Jack Elliott, Bob Dylan in un disco tributo del 1988 - Folkways: A Vision Shared (A Tribute to Woody Guthrie and Leadbelly) - The Byrds (in Sweetheart of the Rodeo), Wall of Voodoo, Arlo Guthrie con Pete Seeger, Christy Moore con Donal Lunny, James Taylor.
Pretty Boy Floyd è citato nella canzone The Message dei Grandmaster Flash & the Furious Five (Now you're unemployed, all null an' void; / Walkin' round like you're Pretty Boy Floyd).
Ci sono due gruppi musicali glam metal che hanno o hanno avuto nome Pretty Boy Floyd: uno canadese fondato nel 1987 e poi sciolto, ed uno statunitense.
La rock band degli anni novanta Ugly Kid Joe ha scelto il suo nome ispirandosi alla gang di Pretty Boy Floyd.
Pretty Boy Floyd è anche il titolo di una canzone del gruppo Therefore I Am.

### Fumetti
Flattop, personaggio marginale delle avventure di Dick Tracy ideate da Chester Gould nel dicembre 1943, è stato creato come omaggio alla figura Floyd, e come questi proveniente dalle Cookson Hills dell'Oklahoma.
Floyd appare anche in una miniserie di Image Comic del 2008 intitolata Pretty, Baby, Machine che vede insieme Pretty Boy Floyd, Baby Face Nelson e Machine Gun Kelly. PBM è di Clark Westerman e Kody Chamberlain.

### Cinema
- Al fuorilegge è stato dedicato il film Sparate a vista, diretto nel 1960 da Herbert J. Leder e interpretato da John Ericson
- Un'altra pellicola sul medesimo argomento, Un proiettile per Pretty Boy, venne realizzata dieci anni dopo, nel 1970, con l'interpretazione dell'attore e cantante Fabian.

- La figura di Floyd è stata interpretata anche da Steve Kanaly nel film Dillinger (1973), mentre Martin Sheen la portò in televisione l'anno successivo nel film TV The Story of Pretty Boy Floyd; compare anche nel film Lawless del 2012 di John Hillcoat interpretato dall'attore Gary Oldman.

- Ugualmente per la televisione, Floyd è stato interpretato da Bo Hopkins nel 1975 in un altro film televisivo, Massacro a Kansas City (The Kansas City Massacre).

- Infine, il ruolo del bandito è stato interpretato da Channing Tatum nel film Nemico pubblico - Public Enemies (2009), con Christian Bale e Johnny Depp. Nella pellicola, Floyd viene ucciso prima di Dillinger, mentre nella realtà venne ammazzato circa tre mesi dopo di lui.

### Letteratura
Su Pretty Boy Floyd sono stati scritti e diversi libri e molti altri contengono citazioni riguardo alla sua figura. In particolare, si ricorda qui il romanzo The Grapes of Wrath (Furore) di John Steinbeck, in cui Ma Joad afferma di aver conosciuto la madre di Floyd e che lo stesso Pretty Boy Floyd fu un brav'uomo che si trovò invischiato in qualcosa più grande di lui.
Una biografia semi-romanzata su Floyd è stata scritta dal premio Pulitzer Larry McMurtry con Diana Ossana nel 1994. In tale lavoro, Floyd è ritratto sotto una luce positiva come uomo di buone qualità e killer suo malgrado, ammirato dalle donne e devoto alla famiglia. In sostanza, più che un bandito sanguinario, una vittima delle miserrime condizioni in cui si trovava a vivere parte della popolazione statunitense del tempo in cui egli visse.